# Poilly-sur-Tholon
Poilly-sur-Tholon – miejscowość i gmina we Francji, w regionie Burgundia-Franche-Comté, w departamencie Yonne.
Według danych na rok 1990 gminę zamieszkiwało 581 osób, a gęstość zaludnienia wynosiła 30 osób/km² (wśród 2044 gmin Burgundii Poilly-sur-Tholon plasuje się na 401. miejscu pod względem liczby ludności, natomiast pod względem powierzchni na miejscu 467.).